# Tournoi de tennis du Costa Rica
Le tournoi de tennis du Costa Rica est un tournoi de tennis professionnel masculin du circuit (ATP) organisé en 1979 et 1980 à San José. Un tournoi de la catégorie Challenger a été organisé en 2000, 2001 et 2011.

## Palmarès messieurs

### Simple
| No | Date       | Nom et lieu du tournoi               | Catégorie      | Dotation       | Surface        | Vainqueur         | Finaliste        | Score          |                |
| -- | ---------- | ------------------------------------ | -------------- | -------------- | -------------- | ----------------- | ---------------- | -------------- | -------------- |
| 1  | 19-03-1979 | Friendship Cup, San José (CR)        |                | 50 000 $       | Dur (ext.)     | Bernard Mitton    | Tom Gorman       | 6-4, 6-1, 6-3  |                |
| 2  | 10-03-1980 | Friendship Cup, San José (CR)        |                | 50 000 $       | Dur (ext.)     | José Luis Clerc   | Jimmy Connors    | 4-6, 2-6, ab.  |                |
|    | 1981-1999  | Pas de tournoi                       | Pas de tournoi | Pas de tournoi | Pas de tournoi | Pas de tournoi    | Pas de tournoi   | Pas de tournoi | Pas de tournoi |
| 3  | 04-12-2000 | Costa Rica Challenger, San José (CR) | Challenger     | 100 000 $      | Dur (ext.)     | Antony Dupuis     | Alexandre Simoni | 7-65, 4-6, 6-3 |                |
| 4  | 26-11-2001 | Costa Rica Challenger, San José (CR) | Challenger     | 75 000 $       | Dur (ext.)     | Michael Kohlmann  | John van Lottum  | 6-3, 6-4       |                |
|    | 2002-2010  | Pas de tournoi                       | Pas de tournoi | Pas de tournoi | Pas de tournoi | Pas de tournoi    | Pas de tournoi   | Pas de tournoi | Pas de tournoi |
| 5  | 14-03-2011 | Seguros Bolívar Open, San José (CR)  | Challenger     | 50 000 $       | Dur (ext.)     | Giovanni Lapentti | Igor Kunitsyn    | 7-5, 6-3       |                |

### Double
| No | Date       | Nom et lieu du tournoi               | Catégorie      | Dotation       | Surface        | Vainqueurs                        | Finalistes                          | Score          |                |
| -- | ---------- | ------------------------------------ | -------------- | -------------- | -------------- | --------------------------------- | ----------------------------------- | -------------- | -------------- |
| 1  | 19-03-1979 | Friendship Cup, San José (CR)        |                | 50 000 $       | Dur (ext.)     | Guillermo Vilas Ion Țiriac        | Anand Amritraj Colin Dibley         | 6-4, 2-6, 6-4  |                |
| 2  | 10-03-1980 | Friendship Cup, San José (CR)        |                | 50 000 $       | Dur (ext.)     | Jaime Fillol Álvaro Fillol        | Anand Amritraj Nick Saviano         | 6-2, 7-6       |                |
|    | 1981-1999  | Pas de tournoi                       | Pas de tournoi | Pas de tournoi | Pas de tournoi | Pas de tournoi                    | Pas de tournoi                      | Pas de tournoi | Pas de tournoi |
| 3  | 04-12-2000 | Costa Rica Challenger, San José (CR) | Challenger     | 100 000 $      | Dur (ext.)     | Guillermo Cañas Adrián García     | Devin Bowen Brandon Coupe           | 7-65, 6-1      |                |
| 4  | 26-11-2001 | Costa Rica Challenger, San José (CR) | Challenger     | 75 000 $       | Dur (ext.)     | Jonathan Erlich Andy Ram          | Daniel Melo Dušan Vemić             | 6-3, 6-3       |                |
|    | 2002-2010  | Pas de tournoi                       | Pas de tournoi | Pas de tournoi | Pas de tournoi | Pas de tournoi                    | Pas de tournoi                      | Pas de tournoi | Pas de tournoi |
| 5  | 14-03-2011 | Seguros Bolívar Open, San José (CR)  | Challenger     | 50 000 $       | Dur (ext.)     | Juan Sebastián Cabal Robert Farah | Luis Díaz-Barriga Santiago González | 6-3, 6-3       |                |